# Egry Aurél
Egerszegi Egry Aurél, 1916-ig Engel Aurél (Budapest, 1874. február 13. – San Francisco, 1948. június 20.) ügyvéd, jogtudós, felsőházi tag.

## Életpályája
Engel Dávid (1836–1909) kereskedő és Kramer Regina (1855–1939) fiaként született. Középiskolai tanulmányait a Magyar Királyi Tanárképző Intézet Gyakorló Főgimnáziumában (1881–1886) és a Budapesti Evangélikus Főgimnáziumban (1886–1890) végezte. A Budapesti Tudományegyetem Jog- és Államtudományi Karának hallgatója volt (1897). Oklevelének megszerzése önálló ügyvédi irodát nyitott fővárosban. Korán kitűnt mint kereskedelmi jogász. A Pesti Lloyd-társulat választmánya 1909 januárjában megválasztotta társulati főtitkárnak, s megbízta a társulat közgazdasági tevékenységének vezetésével. 1914 februárjában udvari tanácsosi címmel tüntették ki. 1916 novemberében a háborús gazdasági jogalkotás terén szerzett érdemei s különösen a Pénzintézeti Központ létesítésének előmunkálataiban való tevékeny és sikeres közreműködése elismeréséül az uralkodó egerszegi előnévvel magyar nemességet adományozott számára és megengedte neki, hogy családi nevét Egry-re változtassa.  Ugyanebben az évben a Magyar Általános Hitelbank közgyűlésén megválasztották az igazgatóság tagjává. Az első világháború idején a kormány megbízta a hadi gazdasági szervek létesítésével, valamint a háborús gazdasági törvényelőkészítő munkában való részvétellel. 
1918-ban a kereskedelmi miniszter a minisztériumban az ipari, kereskedelmi és munkásügyi törvényelőkészítés céljaira külön törvényelőkészítő-bizottságot szervezett és kinevezte a bizottság tagjává. A Tanácsköztársaság idején minden közszerepléstől visszavonult és csak a békekötés utáni időkben vállalt újra szerepet a kormány megbízásából. Többször képviselte a kormányt külföldi tárgyalásokon. Részt vett a Magyarország és Franciaország között létesült és a háború előtti tartozásokra vonatkozó államszerződés megkötésében, majd a jóvátételi bizottság előtt és a vegyes döntő bíróságok előtt folyó földbirtok perekben védte a magyar érdekeket. Ő volt a képviselője Frigyes főhercegnek a Csehszlovák Köztársaság, a jugoszláv, a román és az olasz állam ellen folytatott perekben. Megalakulásától (1921) kezdve a Magyar Királyi Állami Jegyintézet tanácsosa volt. 1927-ben az Országgyűlés Felsőházának tagjainak sorába lépett. A Pesti Lloyd-társulat 1933. május 28-i közgyűlésén Vészi József főszerkesztő indítványára egyhangúlag a társulat elnökévé választották. Amikor 1942 februárjában lejárt egy hároméves mandátuma, újabb elnöki megbízatást nem vállalt. A kormányzó körével való szoros kapcsolata miatt egyike volt azon öt zsidó származású képviselőnek, aki a Horthyra nehezedő német tiltakozás ellenére még 1943-ban is a felsőház pénzügyi bizottságának tagja maradt.
1944 júniusától október végéig Portugália budapesti követe és ideiglenes ügyvivője diplomáciai védettségben részesítette és nekik köszönhetően megmenekült a deportálásától. A háború után előbb Párizsba ment, ahonnan harmadik feleségével az Amerikai Egyesült Államokba emigrált. Halálakor vagyonát 4 millió dollárra becsülték, melyet özvegye és unokaöccse örökölt.

## Magánélete
Első felesége Mezei Marianna Eugénia (1879–1942) volt, Mezei Sándor fővárosi ügyvéd és Bakonyi Sarolta lánya, akivel 1901. július 2-án a Dohány utcai zsinagógában kötött házasságot. Sógora Benedict Henrik (1871–1926) kórházi főorvos, egyetemi tanár. Fia Egry Tibor (1902–1923) joghallgató, öngyilkos lett. 1947. április 30-án Párizsban nőül vette Wertheimstein Viktornak, a Hitelbank nyugalmazott igazgatójának elvált feleségét, Feiler Annát.
Tagja volt a Magyar Operabarátok Egyesületének. Három idegen nyelven (német, francia, angol) beszélt.

## Művei
- A reformatio in peius kérdése bűnügyekfelebb vitelénél. (A Jog, 1893, 27.)
- A magyar záloglevelek visszaözönlése. (Közgazdasági Szemle, 1900)
- Bankjaink finanszírozási ügyletei. (Huszadik Század, 1901, 1.)
- A részvénytársasági közgyűlési határozatoknak megtámadása. (Budapest, 1904)
- A részvénytársaság alapszabályai. (Budapest, 1906)

## Díjai, elismerései
- Udvari tanácsos (1914)
- Felsőházi tag (1927)
- II. osztályú magyar érdemkereszt (1928)